# Phyllopodium tweedense
Phyllopodium tweedense är en flenörtsväxtart som beskrevs av O.M. Hilliard. Phyllopodium tweedense ingår i släktet Phyllopodium och familjen flenörtsväxter. Inga underarter finns listade i Catalogue of Life.